# Hrabstwo San Jacinto

Piramida wieku hrabstwa

Hrabstwo San Jacinto – wiejskie hrabstwo w USA, w stanie Teksas. Utworzone w 1870 r. Siedzibą hrabstwa jest miasto Coldspring, a największym miastem Shepherd. Obejmuje 60 tys. akrów (37% powierzchni) narodowego lasu Sama Houstona. Wschodnią granicę hrabstwa wyznacza rzeka Trinity, wraz z jeziorem Livingston.
W 2023 roku zostało uznane dziesiątym hrabstwem w obszarze metropolitalnym Houstonu i tym samym jest najbardziej na północ wysuniętą jego częścią.

## Gospodarka
52% areału gospodarstw to obszary pasterskie, 21% uprawne i 24% leśne.
- przemysł drzewny i produkcja drzewek świątecznych (31. miejsce w stanie)[4]
- budownictwo (ponad 2 tys. zatrudnionych)[5]
- hodowla koni, kóz i drobiu[4]
- uprawa grochu, orzechów pekan i szkółkarstwo[4][6]
- niewielkie wydobycie gazu ziemnego[7].

## Miasta
- Coldspring
- Point Blank
- Shepherd

## CDP
- Cape Royale
- Oakhurst

## Sąsiednie hrabstwa
- Hrabstwo Trinity (północ)
- Hrabstwo Polk (wschód)
- Hrabstwo Liberty (południowy wschód)
- Hrabstwo Montgomery (południowy zachód)
- Hrabstwo Walker (zachód)

## Demografia
W latach 2020–2023 populacja hrabstwa wzrosła o 5,6%. Według danych pięcioletnich z 2023 roku, mieszkańcy deklarowali głównie pochodzenie meksykańskie (14,3%), „amerykańskie” (12,7%), afroamerykańskie (8,5%), niemieckie (7,2%), angielskie (7,1%), irlandzkie (7,1%), francuskie (4,3%), szkockie lub szkocko–irlandzkiego (4,2%) i włoskie (3,5%).